# Remonstrant
Remonstranter er et protestantisk trossamfund med menigheder i Nederlandene og i Frederiksstad i Slesvig-Holsten.
Trossamfundet blev grundlagt i 1600-tallet, efter at remonstranterne havde forladt den reformerte folkekirke i Nederlandene. De tilbageviste (latin remonstrare:vise tilbage) calvinistiske forestillinger om prædestination (livets forudbestemmelse). 
Deres stifter var Jacob Arminius. Derfor kaldes remonstranternes bevægelse også for arminianisme. 
Note
1. ↑   Se vedrørende en nærliggende forveksling : armenianisme / arminianisme eller her